# A Cambridge Mass
A Cambridge Mass is een compositie van Ralph Vaughan Williams (RVW). RVW schreef de mis als een afstudeerproject aan de Universiteit van Cambridge. Het werk was afgerond in januari 1899, hij studeerde pas in 1901 af. Hij nam niet de moeite het werk te voorzien van een titel. Het werk moest aan de volgende eisen voldoen:
- er moesten partijen geschreven worden voor solisten en ook voor een achtstemmig koor;
- de klassieke “standards” als canon en fuga moesten er in voorkomen;
- er moest een deel met uitsluitend orkestpartijen zijn, het mocht een ouverture of een intermezzo zijn;
- er moest een deel zijn waarin de zangstemmen a capella te horen zijn.

RVW kwam met een vijfdelig werk waarbij hij uit de klassieke mis het Credo en het Sanctus haalde voor zangstemmen en orkest. Deze delen omsloten een deel dat puur orkestraal (Offertium) is. De vijf delen luiden: Credo, Offertium, Sanctus, Hosanna en Benedictus.
Na het gereedkomen van het werk verdween het in een la om er langdurig te verblijven. Bij een tentoonstelling van oud materiaal in 2007 zag dirigent Alan Tongue en vond het een belangwekkend werk binnen de muzikale ontwikkeling van de componist. Hij kreeg toestemming van de Vaughan Williams Charitable Trust om het werk uit te voeren. Tongue was ook degene die het werk haar “nieuwe” naam gaf. Op 3 maart 2011 kreeg het werk haar eerste uitvoering in de Fairfield Halls te Croydon, een gebouw dat er nog niet stond toen RVW het werk schreef.
Het programma waarin de eerste uitvoering plaatsvindt:
- Charles Hubert Parry – Blest pair of sirens
- Edward Elgar – Enigmavariaties
- Ralph Vaughan Williams – A Cambridge Mass

Uitvoerenden:
- Solisten: Olivia Robinson (sopraan), Rebecca Lodge (mezzosopraan), Christopher Bowen (tenor) & Edward Price (bariton
- Koor: gemengd dubbelkoor The Bach Choir
- Orgel: martin Ennis
- Orkest: New Queen's Hall Orchestra
- Dirigent: Alan Tongue.

Opmerkelijke zaken rond deze mis zijn:
- RVW was slechts deels gelovig, meer agnost dan wel atheïst
- RVW uitgeverij was Oxford University Press.